# Acranthera tomentosa
Acranthera tomentosa là một loài thực vật có hoa trong họ Thiến thảo. Loài này được R.Br. ex Hook.f. mô tả khoa học đầu tiên năm 1880.